# أنتيستنيس
أنتيسِتنيس (باليونانية: Ἀντισθένης)‏ فيلسوف إغريقي وتلميذ لسقراط. ولد تقريبًا في 445 ق.م ومات 365 ق.م، تعلم الخطابة على يد غورغياس قبل أن يصبح تلميذًا لسقراط. اعتنق وطوّر الجانب الأخلاقي من تعاليم سقراط. تبنى فكرة وجوب أن تحكم الفضيلة حياة الإنسان. وفيما بعد اعتبره الكتاب مؤسسًا للفلسفة الكلبية.
بصفته تلميذ لسقراط، منه يستقي فكرة أن الفضيلة .وليس المتعة، هي منتهى الوجود الإنساني. ولا يعتبر المتعة غير ضرورية فحسب. بل شر. ويقول أنتيسِتنيس :«أفضّل الجنون على المتعة!». لكن يسود اعتقاد أنه غالباً لا يعتبر كل المتع بلا قيمة، بل تلك الحسية منها، ونجده يعلي من شأن المتع الروحية. والمتعة الناشئة من الصحبة الصالحة.

## تفاصيل
يُعرف أنتيستنيس بنزقه وروحه الساخرة، وتلاعبه بالألفاظ. ويحكى أنه سُمع يقول :«أفضّل أن يلقى بي بين الغربان على أن يلقى بي بين المجاملين. فالغربان تأكل لحم الموتى. أما المجاملون فيأكلون لحم الأحياء!».

## روابط خارجية
- أنتيستنيس على موقع الموسوعة البريطانية (الإنجليزية)